# Drassanes del Grau
Les drassanes del Grau de la ciutat de València (L'Horta) situades a la plaça de Juan Antonio Benlliure, són unes drassanes construïdes en el segle xiv en estil gòtic.
L'augment d'activitat del port va fer veure la necessitat de disposar d'uns llocs aptes per a la construcció i reparació de naus, alhora que per a dipòsit d'aparells i mercaderies. En vista d'això i de la utilització inadequada per a alguns d'aquests fins, de cases o locals de particulars, el Consell de la ciutat va acordar el 27 d'agost del 1338 que, del recaptat en contribució es construïra un edifici amb la finalitat de servir de guarderia de rems i altres aparells de les naus.
Aquestes van ser les primeres Drassanes del Grau, i s'ignora la seua grandària i disposició en planta i alçat. Les drassanes van poder adquirir la seua actual disposició en planta i alçat per l'acord, sobre les seues obres de reparació i aplicació, adoptat pels jurats de València del 12 d'agost de 1500.
Les drassanes, per la seua funció i el conegut retir del mar per la costa valenciana i l'aterrament de la platja, n'estarien a curta distància, i hi ha citacions en l'Arxiu Regional sobre edificis propers i encara immediats a aquestes, el 1784 i 1790, i els gravats d'aquesta època ho confirmen.

## Descripció

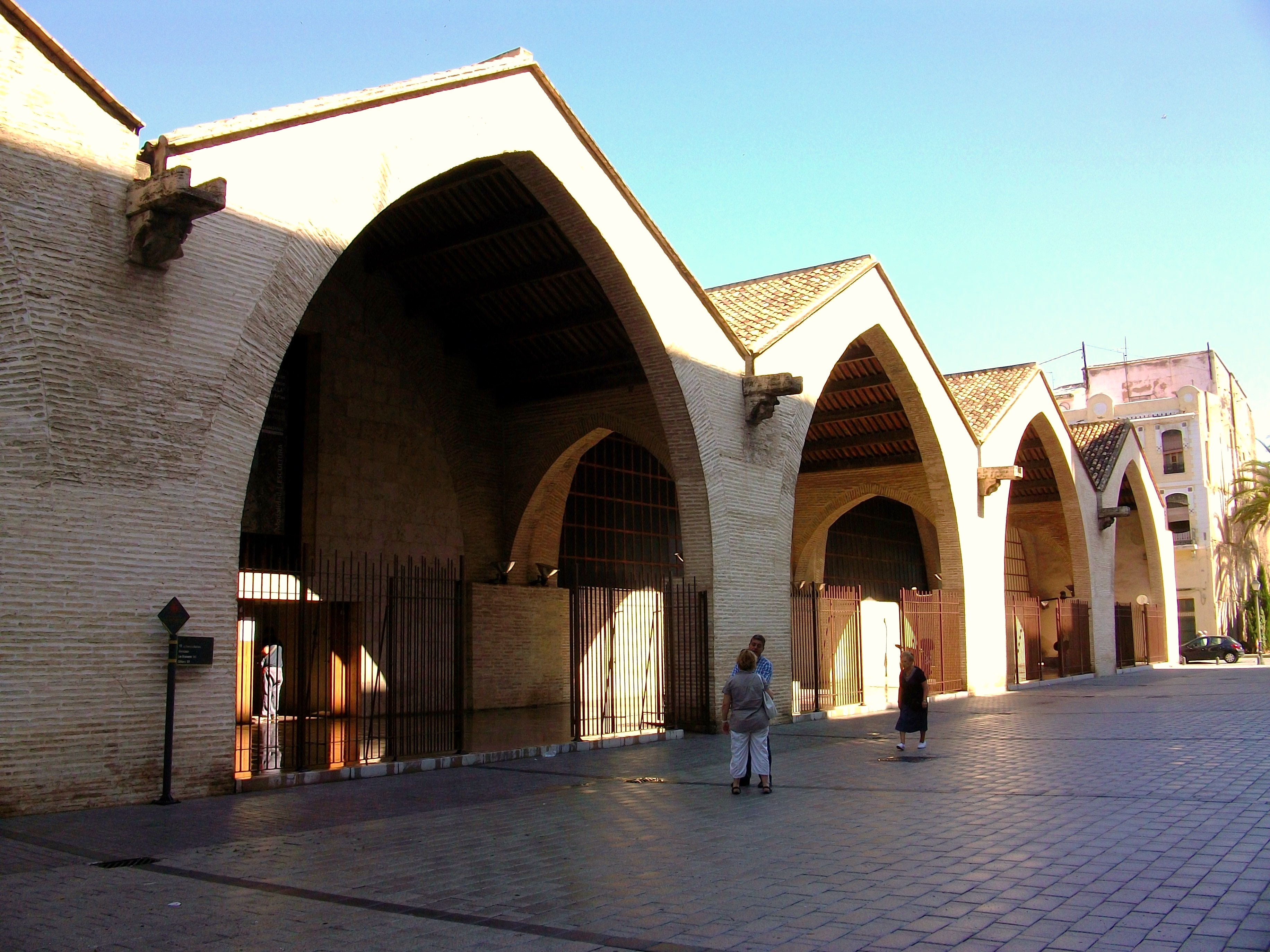
Façana exterior de les drassanes

Consten de cinc naus paral·leles, de planta rectangular, d'uns 10 per 48 m. El seu tipus arquitectònic respon plenament al model d'edificació —en l'origen civil— de naus cobertes per armadura lígnia a doble vessant sota teula àrab, sostinguda per bigues i entrebigues sobre arcs faixons o perpanys diafragmàtics, o arcs diafragmes, de deu metres de llum aproximadament i arcs-murs que constitueixen una gruixuda paret, ací de rajola, perforada per l'obertura d'una amplíssima ogiva.
Cada nau té vuit trams, compresos entre nou arcs diafragmes, cosa que fa un total de quaranta espais o trams. L'edifici ha patit profundes alteracions en algunes naus, i especialment a les façanes. Entre nau i nau s'obrin vuit arcs, també ogivals, quasi equilàters, de semblant perfil i igual material als diafragmàtics, que comunicarien cada tram amb el seu veí, i avui estan encegats, excepte dos que comuniquen les naus primera, segona i tercera.
La part del darrere és la millor conservada, per no haver tingut ni tenir portes d'accés, ni afectar-li les reformes de la façana. Hi destaca la rajola gran de bon tros d'argamassa, com en totes les parts de l'edifici, formant arcs apuntats a plec de llibre que reforcen aquest mur posterior.
Les drassanes hagueren de ser construïdes en diferents moments, però les gàrgoles gòtiques no permeten suposar una obra massa posterior als seus orígens. Es van utilitzar, i no sols, per al comerç, també per a armar vaixells —i galeres— en defensa contra els pirates barbarescos («moros de Barbaria»). Després de la Guerra de Successió, agents de Felip V van confiscar l'edifici, i passà més tard a ser un magatzem, de la sal i altres coses, fins que el 1802 van ser adjudicades, en paga de deutes de contribució del municipi, a la Reial Hisenda, i l'estat, al setembre del 1849, va vendre els cinc cossos a particulars.
El 1949, es declararen Monument Historicoartístic Nacional, però fins als anys posteriors a la dictadura franquista (1979-1982), l'Ajuntament de València no va expropiar-les. Els treballs de rehabilitació es retardaren fins als anys 90, quan l'arquitecte Manuel Portaceli dugué a terme una restauració integral, i es dediquen actualment a sala d'exposicions.